# ヨイショの男
『ヨイショの男』（ヨイショのおとこ）は、2002年4月14日より6月30日まで毎週日曜日21:00 - 21:54に、TBS系列の「東芝日曜劇場」枠で放送されていた日本のテレビドラマ。

## 概要
2002 FIFAワールドカップの開催と重なったこともあり、6月以降の視聴率は低迷した（サッカー中継のため6月2日は放送休止になった。また9日は日本戦、30日には決勝が裏で中継されたこともあり特に低視聴率となった青森テレビとテレビ山口はフジ系のその試合（日本戦）を放送したため、翌週木曜日の19時00分 - 19時55分に時差放送した。）。そのため第八回の視聴率は日曜劇場では初となる5%割れとなり、最終回視聴率は現時点、日曜劇場枠ではワースト記録。ただ、序盤が比較的、二桁推移していたため、平均は10%と辛うじて二桁を記録した。（後に「鉄板少女アカネ!!」、「ハタチの恋人」、「ぼくの妹」、「特上カバチ!!」などが放送されるまで平均もワーストだった。）
2003年から2004年頃、テレビ欄では深夜の再放送枠で最初の再放送予定だったものの「天国に一番近い男」に差し替えられ、以後再放送はされていない。中止の理由は明らかになっていない。
2025年6月3日～6月17日までテレビ北海道のお昼のドラマセレクション枠(11:30～12:30)にて再放送された。

## あらすじ
あけぼの保険株式会社営業部に勤務する桜井孝太郎(稲垣吾郎)は人を「ヨイショ」する事を得意としていた。孝太郎は、どんなトラブルにも「ヨイショ」をする事で切り抜けていく…。

## キャスト

### あけぼの保険
桜井孝太郎〈28〉
演 - 稲垣吾郎
中堅の保険会社「あけぼの保険」・営業部に勤めるサラリーマン。父譲りの「ヨイショ」の才能を使う。仕事よりも「ヨイショ」の会社生活を送っている。
白石英二〈28〉
演 - 市川染五郎
孝太郎の同僚で同期入社。「ヨイショ」ばかりする孝太郎を軽蔑している。プライドが高い。
杉田尚美〈23〉
演 - 矢田亜希子
孝太郎の同僚&恋人。お茶くみOLだが、そんな現状にも割と満足している。
立花由紀江〈26〉
演 - 畑野浩子
尚美の先輩で総合職OL。自分では男性社員に負けずに仕事をしていると思っている。
徳川康弘〈54〉
演 - 小林稔侍
営業部部長で孝太郎の上司だったが、真紀子の出現により、取締役目前で窓際族へ転落。
緒方真紀子〈39〉
演 - 浅野ゆう子
営業部の新部長。外資系の会社「グローバル・ライフ」から業務建て直しのために送り込まれる。
井原大介
演 - 伊藤正之
あけぼの保険・第一営業部員。
吉村秀男
演 - 森井未知央
あけぼの保険・第一営業部員。
中根薫
演 - 織平真由美
あけぼの保険・第一営業部員。
森元チカ
演 - 須之内美帆子
あけぼの保険・第一営業部員。
あけぼの保険第一営業部員
演 - 横山華、小田桐郁、矢花智子、野田大輔
明智社長
演 - 久保晶
あけぼの保険・社長。
武田部長
演 - ト字たかお
あけぼの保険・業務部長。
上杉部長
演 - 加賀谷純一
あけぼの保険・総務部長。
斉藤部長
演 - 須永慶
あけぼの保険・経理部長。
毛利部長
演 - はらみつお
あけぼの保険・人事部長。

### その他
津村隆介
演 - 長谷川初範
グローバル・ライフ社長。愛人関係にある真紀子をあけぼの保険に送り込む。
伊達
演 - 松田直樹
津村のボディー・ガード。
松永信也
演 - 山寺宏一（ナレーションも兼任）
居酒屋「松ちゃん」マスター
タカシ
演 - 野口優樹
居酒屋「松ちゃん」店員。

### ゲスト
第1話 「日本経済を救う男」
- 服部芳江（掃除のおばさん） - 草村礼子

第2話 「土下座する男」
- 岩森興業社長（岩森興業・社長） - 平泉成

第3話 「カラオケ代理戦争」
- 神田営業部長（ユニバーサル損保・営業部長） - 中山仁
- 上野人事部長（ユニバーサル損保・人事部長） - 下村彰宏
- 田端（ユニバーサル損保・社員） - 乃木涼介

第4話 「社内恋愛禁止令」
- 深見圭介（グローバル・ライフ・営業） - 羽場裕一
- 中西礼子（深見の婚約者） - 山口もえ
- 倉田（フジヤマトラベルサービス・社長） - 山西惇

第6話 「冠婚葬祭入門」
- 広川省吾（日東商事・社長） - 宝田明
- 広川久美（広川の娘） - 井上佳子

第7話 「さらば徳川部長」
- 大熊佐代子（会社社長） - 山田スミ子
- 町田吾郎（尚美の見合相手） - 近藤真彦
- 尚美の叔母（尚美の叔母） - 松美里杷
- ウェイター - 松嶋亮太

第8話 「戦士の休日」
- 杉田哲雄（尚美の父親） - 江守徹
- 杉田たか子（尚美の母親） - 高林由紀子
- 河上社長（かわうそ不動産・社長） - 勝部演之
- 河上佐和子（河上社長夫人） - 星野晶子
- 河上ケンタ（河上社長の孫） - 伊瀬知悠
- 懐石料理店女将（会席料理店・女将） - 阿知波悟美

第9話 「炎の出世争い」
- 天野（丸勝産業・部長） - 山崎一

第10話 「花の中間管理職」
- 栗田社長（しらさぎ建設・社長） - 鶴田忍
- 秋田部長（一反商事・部長） - 岸博之
- 小笠原（野宮製鉄所） - 椎名泰三
- 森岡部長（オットセイ運送・部長） - 鈴木一功
- 星野（トニーサービス） - 和田周
- 若松（クラマ建設） - 邱太郎
- 山本（くわがた興業） - 大富士
- キャスター - 河崎早春

最終話 「社長 桜井孝太郎」
- 桜井春江（孝太郎の母） - 吉行和子
- 広田（破産管財人） - 佐渡稔
- 星野（トニーサービス） - 和田周
- 若松（クラマ建設） - 邱太郎
- 山本（くわがた興業） - 大富士
- 野村（真紀子の再就職先の人事部長） - 中丸新将
- 白石の上司（白石の再就職先の上司） - 温水洋一

## スタッフ
- 脚本 - 両沢和幸、飯野陽子
- 音楽 - 鴨宮諒
- 演出 - 両沢和幸、福澤克雄、金子文紀、塚本連平、加藤新
- 主題歌 - MATCHY with O.A.I「ヨイショ!'02 〜日本の皆さんホメていきまショー〜」
主演の稲垣の事務所の先輩である近藤真彦及び、このドラマの出演者の稲垣、市川、矢田、畑野、小林、浅野によるユニット。「O.A.I」とは、物語の舞台となった「あけぼの保険株式会社（Office Akebono Insurance）」のこと。
1985年の近藤のヒット曲「ヨイショッ!」のセルフカバー。
- 編成担当 - 海本泰(TBS)
- プロデュース - 東城祐司、伊藤達哉
- 制作 - MMJ
- 製作 - TBS

## 放送日程
| 話数                                                       | 放送日  | サブタイトル     | 脚本     | 演出     | 視聴率 |
| ---------------------------------------------------------- | ------- | ---------------- | -------- | -------- | ------ |
| 第1話                                                      | 4月14日 | 日本経済を救う男 | 両沢和幸 | 両沢和幸 | 14.4%  |
| 第2話                                                      | 4月21日 | 土下座する男     | 両沢和幸 | 金子文紀 | 12.4%  |
| 第3話                                                      | 4月28日 | カラオケ代理戦争 | 両沢和幸 | 金子文紀 | 10.6%  |
| 第4話                                                      | 5月05日 | 社内恋愛禁止令   | 両沢和幸 | 福澤克雄 | 11.4%  |
| 第5話                                                      | 5月12日 | 最後の社員旅行   | 両沢和幸 | 福澤克雄 | 10.8%  |
| 第6話                                                      | 5月19日 | 冠婚葬祭入門     | 両沢和幸 | 金子文紀 | 10.5%  |
| 第7話                                                      | 5月26日 | さらば徳川部長   | 両沢和幸 | 塚本連平 | 13.4%  |
| 第8話                                                      | 6月09日 | 戦士の休日       | 飯野陽子 | 金子文紀 | 04.2%  |
| 第9話                                                      | 6月16日 | 炎の出世争い     | 両沢和幸 | 加藤新   | 07.6%  |
| 第10話                                                     | 6月23日 | 花の中間管理職   | 両沢和幸 | 塚本連平 | 09.3%  |
| 最終話                                                     | 6月30日 | 社長 桜井孝太郎  | 両沢和幸 | 金子文紀 | 05.7%  |
| 平均視聴率 10.0%（視聴率は関東地区・ビデオリサーチ社調べ） |         |                  |          |          |        |

| TBS 東芝日曜劇場                             | TBS 東芝日曜劇場                       | TBS 東芝日曜劇場                    |
| 前番組                                       | 番組名                                 | 次番組                              |
| -------------------------------------------- | -------------------------------------- | ----------------------------------- |
| サラリーマン金太郎3 （2002.1.6 - 2002.3.17） | ヨイショの男 （2002.4.14 - 2002.6.30） | 太陽の季節 （2002.7.7 - 2002.9.15） |